# Giftpflanze des Jahres
Die Giftpflanze des Jahres wird seit 2005 jedes Jahr vom Botanischen Sondergarten in Hamburg-Wandsbek präsentiert. Sie  wird in öffentlicher Abstimmung gewählt. Der Aufruf zur ersten Wahl erfolgte im November 2004.
Pflanzen, die zur Giftpflanze des Jahres gewählt wurden, werden für ein Jahr besonders vorgestellt.
Sinn der Aktion ist, sich wieder einmal über die Giftwirkung einiger Pflanzen Gedanken zu machen und diese bei der Gartengestaltung zu beachten. Giftpflanzen sollen bewusst eingesetzt werden, nur so können Vergiftungsunfälle vermieden werden. Pflanzen, die unbekannt sind, bedeuten eine große Gefahr für Erwachsene und Kinder.

## Wahlverfahren
Auf einer Vorschlagsliste des Botanischen Sondergartens stehen Pflanzen mit Giftwirkung zur Auswahl. Jedermann kann zusätzliche Kandidaten vorschlagen. Die meistgenannten Vorschläge werden ab dem 1. Juni eines jeden Jahres zur Wahl nominiert. Dabei müssen zwischen zwei Nominierungen mindestens fünf Jahre liegen. Eine bereits gewählte Pflanze kann nicht wieder als Kandidat nominiert werden. Die Abstimmung läuft bis zum Dezember des Jahres. So kann die gewählte Pflanze zu Jahresbeginn präsentiert werden.

## Bisherige Giftpflanzen des Jahres
| Jahr | deutscher Name       | wissenschaftlicher Name      | Gruppe                | Hauptwirkstoffe                                                                     | Abbildung                    |
| ---- | -------------------- | ---------------------------- | --------------------- | ----------------------------------------------------------------------------------- | ---------------------------- |
| 2005 | Blauer Eisenhut      | Aconitum napellus            | Staude                | Aconitin                                                                            | Blauer Eisenhut              |
| 2006 | Pfaffenhütchen       | Euonymus europaeus           | Gehölz                | Evonin, Herzglykoside (Evonosid)                                                    | Pfaffenhütchen               |
| 2007 | Roter Fingerhut      | Digitalis purpurea           | zweijährige Pflanze   | Digitoxin                                                                           | Roter Fingerhut              |
| 2008 | Herkulesstaude       | Heracleum mantegazzianum     | Staude                | Furocumarine, Psoralen (Xanthotoxin, Bergapten)                                     | Herkulesstaude               |
| 2009 | Tabak                | Nicotiana sp.                | einjährige Pflanze    | Nikotin                                                                             | Bauerntabak                  |
| 2010 | Herbstzeitlose       | Colchicum autumnale          | Staude                | Colchizin                                                                           | Herbstzeitlose               |
| 2011 | Eibe                 | Taxus baccata                | Gehölz                | Taxin                                                                               | Eibenfrüchte                 |
| 2012 | Gemeiner Goldregen   | Laburnum anagyroides         | Gehölz                | Cytisin                                                                             | Gemeiner Goldregen           |
| 2013 | Kirschlorbeer        | Prunus laurocerasus          | Gehölz                | Prunasin                                                                            | Kirschlorbeer                |
| 2014 | Maiglöckchen         | Convallaria majalis          | Krautige Pflanze      | Convallatoxin, Convallatoxol, Convallosid und Desglucocheirotoxin                   | Maiglöckchen                 |
| 2015 | Rittersporn          | Delphinium sp.               | Hahnenfußgewächse     | Diterpenoide, häufig Methyllycaconitin                                              | Rittersporn                  |
| 2016 | Kalifornischer Mohn  | Eschscholzia californica     | Mohngewächse          | Alkaloide                                                                           | Kalifornischer Mohn          |
| 2017 | Tränendes Herz       | Lamprocapnos spectabilis     | Mohngewächse          | Isochinolin-Alkaloide, insbesondere Protopin, Sanguinarin, Chelerythrin und Cularin | Tränendes Herz               |
| 2018 | Wunderbaum           | Ricinus communis             | Wolfsmilchgewächse    | Rizin                                                                               | Wunderbaum                   |
| 2019 | Aronstab             | Arum sp.                     | Aronstabgewächse      | Oxalat, Saponin, Coniin                                                             | Aronstab                     |
| 2020 | Schwarze Tollkirsche | Atropa belladonna            | Nachtschattengewächse | Hyoscyamin, Scopolamin                                                              | Tollkirsche                  |
| 2021 | Schlafmohn           | Papaver somniferum           | Mohngewächse          | Morphin, Codein                                                                     | Schlafmohn                   |
| 2022 | Kartoffel            | Solanum tuberosum            | Nachtschattengewächse | Solanin                                                                             | grüne Kartoffelblüten        |
| 2023 | Petersilie           | Petroselinum crispum         | Doldenblütler         | Apiol, Myristicin                                                                   | Glatte Petersilie            |
| 2024 | Blauregen            | Wisteria floribunda/sinensis | Hülsenfrüchtler       | Wistarin, Allantoinsäure                                                            | Blauregen                    |
| 2025 | Cashewbaum           | Anacardium occidentale       | Sumachgewächse        | Cardol                                                                              | Cashewapfel mit Cashewfrucht |